# Geschwaderkommodore
Geschwaderkommodore (kort ook Kommodore) is een  positie of afspraak (niet rang) in de Duitse Luftwaffe. Oorspronkelijk van tijdens de Tweede Wereldoorlog. Een Geschwaderkommodore is meestal een OF5-rang van Oberst (Luitenant-kolonel) of Kapitän zur See (marinekapitein). Een Geschwaderkommodore zal een Geschwader (wing) bevelen, die op zijn beurt Gruppen (groepen) bevatten die elk onder bevel van een groepscommandant staan.